# Niels Hansen Bang
Niels Hansen Bang (10. august 1614 – 17. oktober 1676) var en dansk biskop.
Han blev født i Klinte Præstegård i Skam Herred i Fyn, hvor faderen, Hans Nielsen Bang, var præst og provst. Moderen, Maren, var datter af præsten Niels Hansen i Skamby.
Han opdrags hjemme og kom derpå i Odense Skole. 4. maj 1634 indskrives han ved Universitetet, hvor han fik sit søskendebarn, Professor Thomas Bang, til Præceptor.
Sine studier fortsatte han i Nederlandene og holdt i Franecker en græsk tale «om Historien», der udkom sammesteds i 1638 med græsk og latinsk tekst.
I 1639 blev han under et besøg hos Biskop Hans Mikkelsen i Odense kaldet til Kapellan i Dalum og Sanderum hos præsten Poul Middelfart. I 1641 tog han magistergraden og forfremmedes 1645 til sognepræst.I 1663 blev han udnævnt til Biskop over Fyns Stift og kreeredes 1668 per bullam til Dr. theol. Han viste stor omhu for stiftets Gejstlighed, og efter hans opfordring oprettedes der 1665 en gejstlig enkekasse ved frivilligt sammenskud fra alle præsterne i Stiftet.
I 1670 blev han kaldet til København for i forening med Universitetets professorer og flere gejstlige at forhandle om oprettelsen af en almindelig kirkedomstol og fælles kirkeret for alle lutheranere. Forslaget, der var udgået fra det Sachsiske Hof, anbefaledes af den nedsatte kommission, men blev ikke gennemført.
I 1674 indkaldtes han tillige med landets øvrige biskopper for at deltage i forhandlingerne om udarbejdelsen af Danske Lovs 2. Bog. Skønt Bang ikke endnu følte sig trykket af sin alder og fuldt ud kunde varetage sit embede, måtte han dog finde sig i, at Christian V 1672 gav ham en medhjælper. Hofprædikanten Rud. Moth var falden i unåde; han skulde fjernes fra hovedstaden, og kongen udnævnte ham derfor til provst i Odense og vicebiskop over Fyns Stift.
Moth døde 1675, og Bang havde altså den tilfredsstillelse, at han overlevede ham. Han har kun foruden den ovennævnte græske tale udgivet to ligprædikener, over Christoffer Urne til Aasmark (1665) og over Marq. Rodsteen til Lundsgård (1672). Med sin Hustru, Anne Hansdatter Kølenbrun (d. 1688), en borgmesterdatter fra Odense, havde han 7 Børn, af hvilke 2 sønner blev Præster, begge i Fyns Stift, Hans Bang  i Særslev og Niels Bang  i Guldbjærg og Sandager.